# پروپیونیل-کوآ
پروپیونیل-کوآ (به انگلیسی: Propionyl-CoA) با فرمول شیمیایی C۲۴H۴۰N۷O۱۷P۳S یک ترکیب شیمیایی با شناسه پاب‌کم ۴۳۹۱۶۴ است. که جرم مولی آن ۸۲۳٫۶۰ g/mol می‌باشد. 